# Ianis Hagi
Ianis Hagi (Istanbul, 22 ottobre 1998) è un calciatore rumeno, centrocampista o attaccante attualmente svincolato della nazionale rumena.
Nell'ottobre del 2015 è stato inserito nella lista dei migliori cinquanta calciatori nati nel 1998 stilata da The Guardian, mentre nell'agosto del 2019 è stato indicato dalla UEFA come uno dei cinquanta giovani più promettenti per la stagione 2019-2020.

## Biografia
È il figlio dell'ex calciatore Gheorghe Hagi, suo allenatore in entrambe le esperienze al Viitorul Costanza.

## Caratteristiche tecniche
Gioca prevalentemente come trequartista o ala. È molto dotato tecnicamente e rapido nei movimenti e nel dribbling; pericoloso nello stretto, sa anche essere un buon uomo assist grazie alla sua abilità con entrambi i piedi.

## Carriera

### Club
Per ben cinque anni, Ianis Hagi ha militato nell'Academia Hagi, squadra giovanile del Viitorul Costanza, dimostrando di avere un ottimo passaggio e di calciare perfettamente con entrambi i piedi; tra il 2014 e il 2016 ha giocato nella prima squadra del club rumeno.
Il 10 luglio 2016 è stato ufficializzato il suo passaggio per circa due milioni di euro alla Fiorentina, dove è stato inizialmente aggregato alla formazione primavera. Il 23 ottobre 2016 ha esordito in Serie A nella partita vinta per 5-3 sul campo del Cagliari, subentrando a Josip Iličić al 75º minuto di gioco; ha chiuso la sua stagione con un'altra presenza, all'ultima giornata di campionato, nel pareggio per 2-2 contro il Pescara allo Stadio Artemio Franchi.
Il 9 gennaio 2018 ha fatto ritorno al Viitorul Costanza per circa tre milioni di euro; durante questa esperienza è stato allenato dal padre Gheorghe.
Il 12 luglio 2019 è stato ufficializzato il suo passaggio al Genk. Il 26 luglio ha esordito in Pro League, nella partita vinta per 2-1 contro il Kortrijk, subentrando a Benjamin Nygren al 75º minuto di gioco e realizzando subito il gol decisivo. Il 17 settembre ha esordito anche in Champions League, nella sconfitta per 2-6 sul campo del Salisburgo.
Il 31 gennaio 2020 è passato ai Rangers con la formula del prestito con diritto di riscatto. Il giorno successivo ha esordito in Scottish Premier League, nella partita pareggiata per 0-0 contro l’Aberdeen. Il 27 maggio è stato riscattato dal club scozzese. Il 26 maggio 2020 viene riscattato.
Il 27 agosto 2023 viene ceduto in prestito all'Alavés.

### Nazionale
Compie tutta la trafila delle nazionali giovanili rumene, per poi approdare nell'Under-21 rumena, con cui fa il suo esordio, il 24 marzo 2017 a soli 18 anni e mezzo, nell'amichevole non ufficiale contro la Russia Under-21 persa per 5-1. Un anno e mezzo dopo, sigla direttamente da calcio d'angolo, la sua prima rete con l'Under-21 rumena, nella partita valida alla qualificazione agli Europei del 2019, vinta per 2-0 in casa, contro la Bosnia ed Erzegovina Under-21.
Nell'ottobre 2014 riceve la sua prima convocazione nella nazionale maggiore, senza tuttavia esordire.
Fa il suo esordio ufficiale nella nazionale rumena quattro anni più tardi, il 17 novembre 2018, nella partita vinta per 3-0 in casa contro la Lituania, valida per la UEFA Nations League 2018-2019, dove subentra al 68º minuto al posto di Claudiu Keșerü. Nel giugno 2019 viene convocato per l'Europeo Under-21 in Italia, dove va a segno il 18 giugno successivo, nella prima partita del girone C, vinta per 4-1 contro la Croazia Under-21.
Nel giugno 2024 viene convocato dal CT Edward Iordănescu per il campionato d'Europa 2024 in Germania.

## Statistiche

### Presenze e reti nei club
Statistiche aggiornate al 4 maggio 2025.
| Stagione                  | Squadra                   | Campionato                | Campionato | Campionato | Coppe nazionali | Coppe nazionali | Coppe nazionali | Coppe continentali | Coppe continentali | Coppe continentali | Altre coppe | Altre coppe | Altre coppe | Totale | Totale | Totale |
| Stagione                  | Squadra                   | Comp                      | Pres       | Reti       | Comp            | Pres            | Reti            | Comp               | Pres               | Reti               | Comp        | Pres        | Reti        | Pres   | Reti   |        |
| ------------------------- | ------------------------- | ------------------------- | ---------- | ---------- | --------------- | --------------- | --------------- | ------------------ | ------------------ | ------------------ | ----------- | ----------- | ----------- | ------ | ------ | ------ |
| 2014-2015                 | Viitorul Costanza         | L1                        | 7          | 1          | CR+CdL          | 0               | 0               | -                  | -                  | -                  | -           | -           | -           | 7      | 1      |        |
| 2015-2016                 | Viitorul Costanza         | L1                        | 21+10      | 1+2        | CR+CdL          | 1+0             | 0               | -                  | -                  | -                  | -           | -           | -           | 32     | 3      |        |
| 2016-2017                 | Fiorentina                | A                         | 2          | 0          | CI              | 0               | 0               | UEL                | 0                  | 0                  | -           | -           | -           | 2      | 0      |        |
| 2017-gen. 2018            | Fiorentina                | A                         | 0          | 0          | CI              | 0               | 0               | -                  | -                  | -                  | -           | -           | -           | 0      | 0      |        |
| Totale Fiorentina         | Totale Fiorentina         | Totale Fiorentina         | 2          | 0          |                 | 0               | 0               |                    | 0                  | 0                  |             | -           | -           | 2      | 0      |        |
| gen.-giu. 2018            | Viitorul Costanza         | L1                        | 4+10       | 2+4        | CR              | 0               | 0               | UCL+UEL            | 0                  | 0                  | -           | -           | -           | 14     | 6      |        |
| 2018-2019                 | Viitorul Costanza         | L1                        | 24+7       | 7+3        | CR              | 4               | 3               | UEL                | 4                  | 1                  | -           | -           | -           | 39     | 14     |        |
| Totale Viitorul Constanza | Totale Viitorul Constanza | Totale Viitorul Constanza | 56+27      | 11+9       |                 | 5               | 3               |                    | 4                  | 1                  |             | -           | -           | 92     | 24     |        |
| 2019-gen. 2020            | Genk                      | PL                        | 14         | 3          | CB              | 0               | 0               | UCL                | 5                  | 0                  | SB          | -           | -           | 19     | 3      |        |
| gen.-giu. 2020            | Rangers                   | SP                        | 7          | 1          | SC+CdL          | 2+0             | 0               | UEL                | 4                  | 2                  | -           | -           | -           | 13     | 3      |        |
| 2020-2021                 | Rangers                   | SP                        | 33         | 7          | SC+Cdl          | 2+2             | 0               | UEL                | 9                  | 1                  | -           | -           | -           | 46     | 8      |        |
| 2021-2022                 | Rangers                   | SP                        | 15         | 2          | SC+CdL          | 1+3             | 0+1             | UCL+UEL            | 1+7                | 0+1                | -           | -           | -           | 27     | 4      |        |
| 2022-2023                 | Rangers                   | SP                        | 8          | 1          | SC+CdL          | 3+0             | 0               | UCL                | 0                  | 0                  | -           | -           | -           | 11     | 1      |        |
| ago. 2023                 | Rangers                   | SP                        | 0          | 0          | SC+CdL          | 0+1             | 0               | UCL                | 1                  | 0                  | -           | -           | -           | 2      | 0      |        |
| 2023-2024                 | Alavés                    | PD                        | 22         | 0          | CR              | 4               | 2               | -                  | -                  | -                  | -           | -           | -           | 26     | 2      |        |
| 2024-2025                 | Rangers                   | SP                        | 24         | 4          | CS+CdL          | 2+1             | 0               | UCL+UEL            | 0+4                | 0                  | -           | -           | -           | 31     | 4      |        |
| Totale Rangers            | Totale Rangers            | Totale Rangers            | 87         | 15         |                 | 17              | 1               |                    | 26                 | 4                  |             | -           | -           | 130    | 20     |        |
| Totale carriera           | Totale carriera           | Totale carriera           | 208        | 38         |                 | 26              | 6               |                    | 35                 | 5                  |             | -           | -           | 269    | 49     |        |

### Presenze e reti in nazionale
| Cronologia completa delle presenze e delle reti in nazionale ― Romania | Cronologia completa delle presenze e delle reti in nazionale ― Romania | Cronologia completa delle presenze e delle reti in nazionale ― Romania | Cronologia completa delle presenze e delle reti in nazionale ― Romania | Cronologia completa delle presenze e delle reti in nazionale ― Romania | Cronologia completa delle presenze e delle reti in nazionale ― Romania | Cronologia completa delle presenze e delle reti in nazionale ― Romania | Cronologia completa delle presenze e delle reti in nazionale ― Romania |
| Data                                                                   | Città                                                                  | In casa                                                                | Risultato                                                              | Ospiti                                                                 | Competizione                                                           | Reti                                                                   | Note                                                                   |
| ---------------------------------------------------------------------- | ---------------------------------------------------------------------- | ---------------------------------------------------------------------- | ---------------------------------------------------------------------- | ---------------------------------------------------------------------- | ---------------------------------------------------------------------- | ---------------------------------------------------------------------- | ---------------------------------------------------------------------- |
| 17-11-2018                                                             | Ploiești                                                               | Romania                                                                | 3 – 0                                                                  | Lituania                                                               | UEFA Nations League 2018-2019 - 1º turno                               | -                                                                      | 68’                                                                    |
| 23-3-2019                                                              | Solna                                                                  | Svezia                                                                 | 2 – 1                                                                  | Romania                                                                | Qual. Euro 2020                                                        | -                                                                      | 64’ 79’                                                                |
| 26-3-2019                                                              | Bucarest                                                               | Romania                                                                | 4 – 1                                                                  | Fær Øer                                                                | Qual. Euro 2020                                                        | -                                                                      | 46’                                                                    |
| 7-6-2019                                                               | Oslo                                                                   | Norvegia                                                               | 2 – 2                                                                  | Romania                                                                | Qual. Euro 2020                                                        | -                                                                      | 60’                                                                    |
| 10-6-2019                                                              | Ta' Qali                                                               | Malta                                                                  | 0 – 4                                                                  | Romania                                                                | Qual. Euro 2020                                                        | -                                                                      |                                                                        |
| 5-9-2019                                                               | Bucarest                                                               | Romania                                                                | 1 – 2                                                                  | Spagna                                                                 | Qual. Euro 2020                                                        | -                                                                      | 63’                                                                    |
| 8-9-2019                                                               | Ploiești                                                               | Romania                                                                | 1 – 0                                                                  | Malta                                                                  | Qual. Euro 2020                                                        | -                                                                      | 72’                                                                    |
| 12-10-2019                                                             | Tórshavn                                                               | Fær Øer                                                                | 0 – 3                                                                  | Romania                                                                | Qual. Euro 2020                                                        | -                                                                      |                                                                        |
| 15-11-2019                                                             | Bucarest                                                               | Romania                                                                | 0 – 2                                                                  | Svezia                                                                 | Qual. Euro 2020                                                        | -                                                                      | 46’                                                                    |
| 18-11-2019                                                             | Madrid                                                                 | Spagna                                                                 | 5 – 0                                                                  | Romania                                                                | Qual. Euro 2020                                                        | -                                                                      | 73’                                                                    |
| 4-9-2020                                                               | Bucarest                                                               | Romania                                                                | 1 – 1                                                                  | Irlanda del Nord                                                       | UEFA Nations League 2020-2021 - 1º turno                               | -                                                                      | 86’                                                                    |
| 8-10-2020                                                              | Reykjavík                                                              | Islanda                                                                | 2 – 1                                                                  | Romania                                                                | Qual. Euro 2020                                                        | -                                                                      | 46’                                                                    |
| 11-10-2020                                                             | Oslo                                                                   | Norvegia                                                               | 4 – 0                                                                  | Romania                                                                | UEFA Nations League 2020-2021 - 1º turno                               | -                                                                      | 63’                                                                    |
| 14-10-2020                                                             | Ploiești                                                               | Romania                                                                | 0 – 1                                                                  | Austria                                                                | UEFA Nations League 2020-2021 - 1º turno                               | -                                                                      | 77’                                                                    |
| 25-3-2021                                                              | Bucarest                                                               | Romania                                                                | 3 – 2                                                                  | Macedonia del Nord                                                     | Qual. Mondiali 2022                                                    | 1                                                                      | 76’                                                                    |
| 28-3-2021                                                              | Bucarest                                                               | Romania                                                                | 0 – 1                                                                  | Germania                                                               | Qual. Mondiali 2022                                                    | -                                                                      | 83’                                                                    |
| 2-6-2021                                                               | Ploiești                                                               | Romania                                                                | 1 – 2                                                                  | Georgia                                                                | Amichevole                                                             | -                                                                      | 77’                                                                    |
| 6-6-2021                                                               | Middlesbrough                                                          | Inghilterra                                                            | 1 – 0                                                                  | Romania                                                                | Amichevole                                                             | -                                                                      | 66’                                                                    |
| 2-9-2021                                                               | Reykjavík                                                              | Islanda                                                                | 0 – 2                                                                  | Romania                                                                | Qual. Mondiali 2022                                                    | -                                                                      | 68’ 85’                                                                |
| 5-9-2021                                                               | Bucarest                                                               | Romania                                                                | 2 – 0                                                                  | Liechtenstein                                                          | Qual. Mondiali 2022                                                    | -                                                                      | 80’                                                                    |
| 8-10-2021                                                              | Amburgo                                                                | Germania                                                               | 2 – 1                                                                  | Romania                                                                | Qual. Mondiali 2022                                                    | 1                                                                      | 60’                                                                    |
| 11-10-2021                                                             | Bucarest                                                               | Romania                                                                | 1 – 0                                                                  | Armenia                                                                | Qual. Mondiali 2022                                                    | -                                                                      | 81’                                                                    |
| 11-11-2021                                                             | Bucarest                                                               | Romania                                                                | 0 – 0                                                                  | Islanda                                                                | Qual. Mondiali 2022                                                    | -                                                                      |                                                                        |
| 14-11-2021                                                             | Vaduz                                                                  | Liechtenstein                                                          | 0 – 2                                                                  | Romania                                                                | Qual. Mondiali 2022                                                    | -                                                                      | 74’                                                                    |
| 16-6-2023                                                              | Pristina                                                               | Kosovo                                                                 | 0 – 0                                                                  | Romania                                                                | Qual. Euro 2024                                                        | -                                                                      | 86’                                                                    |
| 19-6-2023                                                              | Lucerna                                                                | Svizzera                                                               | 2 – 2                                                                  | Romania                                                                | Qual. Euro 2024                                                        | -                                                                      | 26’ 57’                                                                |
| 12-9-2023                                                              | Bucarest                                                               | Romania                                                                | 2 – 0                                                                  | Kosovo                                                                 | Qual. Euro 2024                                                        | -                                                                      | 72’                                                                    |
| 12-10-2023                                                             | Budapest                                                               | Bielorussia                                                            | 0 – 0                                                                  | Romania                                                                | Qual. Euro 2024                                                        | -                                                                      | 62’                                                                    |
| 15-10-2023                                                             | Bucarest                                                               | Romania                                                                | 4 – 0                                                                  | Andorra                                                                | Qual. Euro 2024                                                        | 1                                                                      | 65’                                                                    |
| 18-11-2023                                                             | Felcsút                                                                | Israele                                                                | 1 – 2                                                                  | Romania                                                                | Qual. Euro 2024                                                        | 1                                                                      | 65’                                                                    |
| 21-11-2023                                                             | Bucarest                                                               | Romania                                                                | 1 – 0                                                                  | Svizzera                                                               | Qual. Euro 2024                                                        | -                                                                      | 65’ 90+2’                                                              |
| 22-3-2024                                                              | Bucarest                                                               | Romania                                                                | 1 – 1                                                                  | Irlanda del Nord                                                       | Amichevole                                                             | -                                                                      | 75’                                                                    |
| 26-3-2024                                                              | Madrid                                                                 | Colombia                                                               | 3 – 2                                                                  | Romania                                                                | Amichevole                                                             | 1                                                                      | 56’                                                                    |
| 4-6-2024                                                               | Bucarest                                                               | Romania                                                                | 0 – 0                                                                  | Bulgaria                                                               | Amichevole                                                             | -                                                                      | 61’                                                                    |
| 7-6-2024                                                               | Bucarest                                                               | Romania                                                                | 0 – 0                                                                  | Liechtenstein                                                          | Amichevole                                                             | -                                                                      | cap. 65’                                                               |
| 17-6-2024                                                              | Monaco di Baviera                                                      | Romania                                                                | 3 – 0                                                                  | Ucraina                                                                | Euro 2024 - 1º turno                                                   | -                                                                      | 62’                                                                    |
| 22-6-2024                                                              | Colonia                                                                | Belgio                                                                 | 2 – 0                                                                  | Romania                                                                | Euro 2024 - 1º turno                                                   | -                                                                      | 68’                                                                    |
| 26-6-2024                                                              | Francoforte sul Meno                                                   | Slovacchia                                                             | 1 – 1                                                                  | Romania                                                                | Euro 2024 - 1º turno                                                   | -                                                                      | 66’                                                                    |
| 2-7-2024                                                               | Monaco di Baviera                                                      | Romania                                                                | 0 – 3                                                                  | Paesi Bassi                                                            | Euro 2024 - Ottavi di finale                                           | -                                                                      | 72’                                                                    |
| 6-9-2024                                                               | Pristina                                                               | Kosovo                                                                 | 0 – 3                                                                  | Romania                                                                | UEFA Nations League 2024-2025 - 1º turno                               | -                                                                      | 83’                                                                    |
| 9-9-2024                                                               | Bucarest                                                               | Romania                                                                | 3 – 1                                                                  | Lituania                                                               | UEFA Nations League 2024-2025 - 1º turno                               | -                                                                      | 70’ 90+8’                                                              |
| 12-10-2024                                                             | Larnaca                                                                | Cipro                                                                  | 0 – 3                                                                  | Romania                                                                | UEFA Nations League 2024-2025 - 1º turno                               | -                                                                      | 72’                                                                    |
| 15-10-2024                                                             | Kaunas                                                                 | Lituania                                                               | 1 – 2                                                                  | Romania                                                                | UEFA Nations League 2024-2025 - 1º turno                               | -                                                                      | 84’                                                                    |
| 15-11-2024                                                             | Bucarest                                                               | Romania                                                                | 3 – 0 tav                                                              | Kosovo                                                                 | UEFA Nations League 2024-2025 - 1º turno                               | -                                                                      | 89’                                                                    |
| 18-11-2024                                                             | Bucarest                                                               | Romania                                                                | 4 – 1                                                                  | Cipro                                                                  | UEFA Nations League 2024-2025 - 1º turno                               | -                                                                      |                                                                        |
| 21-3-2025                                                              | Bucarest                                                               | Romania                                                                | 0 – 1                                                                  | Bosnia ed Erzegovina                                                   | Qual. Mondiali 2026                                                    | -                                                                      | 46’ 90+6’                                                              |
| 24-3-2025                                                              | Serravalle                                                             | San Marino                                                             | 1 – 5                                                                  | Romania                                                                | Qual. Mondiali 2026                                                    | 1                                                                      |                                                                        |
| Totale                                                                 |                                                                        | Presenze                                                               | 47                                                                     |                                                                        | Reti                                                                   | 6                                                                      |                                                                        |

| Cronologia completa delle presenze e delle reti in nazionale ― Romania under 21 | Cronologia completa delle presenze e delle reti in nazionale ― Romania under 21 | Cronologia completa delle presenze e delle reti in nazionale ― Romania under 21 | Cronologia completa delle presenze e delle reti in nazionale ― Romania under 21 | Cronologia completa delle presenze e delle reti in nazionale ― Romania under 21 | Cronologia completa delle presenze e delle reti in nazionale ― Romania under 21 | Cronologia completa delle presenze e delle reti in nazionale ― Romania under 21 | Cronologia completa delle presenze e delle reti in nazionale ― Romania under 21 |
| Data                                                                            | Città                                                                           | In casa                                                                         | Risultato                                                                       | Ospiti                                                                          | Competizione                                                                    | Reti                                                                            | Note                                                                            |
| ------------------------------------------------------------------------------- | ------------------------------------------------------------------------------- | ------------------------------------------------------------------------------- | ------------------------------------------------------------------------------- | ------------------------------------------------------------------------------- | ------------------------------------------------------------------------------- | ------------------------------------------------------------------------------- | ------------------------------------------------------------------------------- |
| 13-6-2017                                                                       | Eschen                                                                          | Liechtenstein under 21                                                          | 0 – 2                                                                           | Romania under 21                                                                | Qual. Europeo Under-21 2019                                                     | -                                                                               | 68’                                                                             |
| 1-9-2017                                                                        | Zenica                                                                          | Bosnia ed Erzegovina under 21                                                   | 1 – 3                                                                           | Romania under 21                                                                | Qual. Europeo Under-21 2019                                                     | -                                                                               |                                                                                 |
| 5-9-2017                                                                        | Ovidiu                                                                          | Romania under 21                                                                | 1 – 1                                                                           | Svizzera under 21                                                               | Qual. Europeo Under-21 2019                                                     | -                                                                               | 82’                                                                             |
| 6-10-2017                                                                       | Lugano                                                                          | Svizzera under 21                                                               | 0 – 2                                                                           | Romania under 21                                                                | Qual. Europeo Under-21 2019                                                     | -                                                                               | 77’                                                                             |
| 10-11-2017                                                                      | Ovidiu                                                                          | Romania under 21                                                                | 1 – 1                                                                           | Portogallo under 21                                                             | Qual. Europeo Under-21 2019                                                     | -                                                                               | 65’ 67’                                                                         |
| 24-3-2018                                                                       | Wolverhampton                                                                   | Inghilterra under 21                                                            | 2 – 1                                                                           | Romania under 21                                                                | Amichevole                                                                      | -                                                                               |                                                                                 |
| 7-9-2018                                                                        | Paços de Ferreira                                                               | Portogallo under 21                                                             | 1 – 2                                                                           | Romania under 21                                                                | Qual. Europeo Under-21 2019                                                     | -                                                                               | 77’                                                                             |
| 11-9-2018                                                                       | Ovidiu                                                                          | Romania under 21                                                                | 2 – 0                                                                           | Bosnia ed Erzegovina under 21                                                   | Qual. Europeo Under-21 2019                                                     | 1                                                                               |                                                                                 |
| 12-10-2018                                                                      | Cluj-Napoca                                                                     | Romania under 21                                                                | 2 – 0                                                                           | Galles under 21                                                                 | Qual. Europeo Under-21 2019                                                     | -                                                                               | 89’                                                                             |
| 16-10-2018                                                                      | Ploiești                                                                        | Romania under 21                                                                | 4 – 0                                                                           | Liechtenstein under 21                                                          | Qual. Europeo Under-21 2019                                                     | 1                                                                               | 64’                                                                             |
| 18-6-2019                                                                       | Serravalle                                                                      | Romania under 21                                                                | 4 – 1                                                                           | Croazia under 21                                                                | Europeo Under-21 2019 - 1º turno                                                | 1                                                                               |                                                                                 |
| 21-6-2019                                                                       | Cesena                                                                          | Inghilterra under 21                                                            | 2 – 4                                                                           | Romania under 21                                                                | Europeo Under-21 2019 - 1º turno                                                | 1                                                                               | 87’                                                                             |
| 24-6-2019                                                                       | Cesena                                                                          | Francia under 21                                                                | 0 – 0                                                                           | Romania under 21                                                                | Europeo Under-21 2019 - 1º turno                                                | -                                                                               |                                                                                 |
| 27-6-2019                                                                       | Bologna                                                                         | Germania under 21                                                               | 4 – 2                                                                           | Romania under 21                                                                | Europeo Under-21 2019 - Semifinale                                              | -                                                                               | 50’                                                                             |
| Totale                                                                          |                                                                                 | Presenze                                                                        | 15                                                                              |                                                                                 | Reti                                                                            | 4                                                                               |                                                                                 |

## Palmarès

### Club

#### Competizioni nazionali
- Coppa di Romania: 1

Viitorul Constanța: 2018-2019
- Supercoppa di Romania: 1

Viitorul Constanța: 2019
- Supercoppa del Belgio: 1

Genk: 2019
- Campionato scozzese: 1

Rangers: 2020-2021
- Coppa di Scozia: 1

Rangers: 2021-2022